# Francisco Rodríguez Galeano y Velásquez
Francisco de Rodríguez Galeano y Velásquez fue un neogranadino encomendero de la región de Sopó y alcalde de Santafé de Bogotá en 1635, 1652 y 1661 y alcalde de la Santa Hermandad en 1632.
Heredó la encomienda de Sopó de su padre Francisco Rodríguez Galeano, descendiente de la familia Galeano del conquistador y fundador de Vélez en Santander Martín Galeano de un linaje noble de Italia, compañero de Gonzalo Jiménez de Quesada y participe de la conquista del Nuevo Reino de Granada. Su hijo fue el también alcalde de Santafé en 1668 Francisco Rodríguez Galeano y Calvo.